# Adriaen Isenbrant

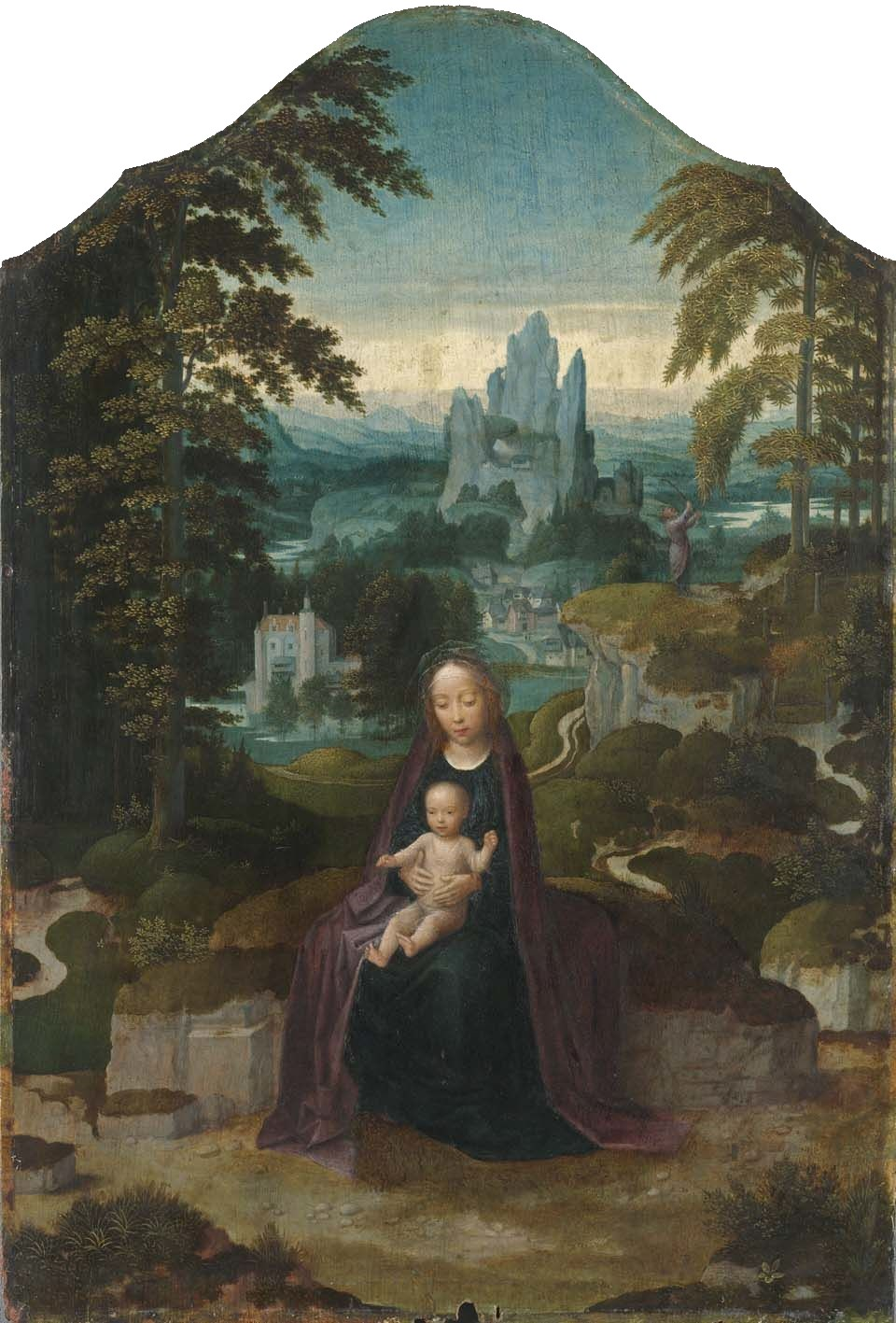
Adrian Isenbrant: Maria mit Kind, Alte Pinakothek, München

Adriaen Isenbrant (auch Isenbrandt, Ysenbrant, Pseudo-Mostaert; aktiv ab 1510 in Brügge; † Juli 1551 ebenda) war ein flämischer Maler.
Kein einziges Gemälde von Isenbrant ist durch Signaturen oder Dokumente gesichert. Dass man eine Gruppe von Tafelbildern, die zuvor zwischen 1847 und 1862 durch den Berliner Kunstgelehrten Gustav Friedrich Waagen um die Madonna der Sieben Schmerzen (Liebfrauenkirche, Brügge) gruppiert und fälschlicherweise an Jan Mostaert zugeschrieben worden waren, heute als Werke Isenbrants erkennt, verdankt sich einer inzwischen weitum akzeptierten Hypothese des belgischen Kunsthistorikers Georges Hulin de Loo, der das Brügger Schlüsselwerk 1902 während der Brügger Leihausstellung Les Primitifs Flamands wegen seiner deutlichen Bezüge zum Œuvre von Gerard David an den in Antonius Sanderus’ Flandria Illustrata als dessen Schüler vermeldeten Isenbrant zuschrieb. Gemeinsam mit Ambrosius Benson und Albert Cornelis, mit denen er mehrfach zusammenwirkte, gehört Isenbrant zu den bedeutendsten Brügger Malern in der Nachfolge von Gerard David. Friedländer benennt ihn als einen Schüler des Gerard David, sieht in seinen Arbeiten aber auch die Motivzitate anderer Maler der Zeit, wie Jan Gossaerts oder Ambrosius Bensons. Eine Trennlinie zwischen den eigenen Arbeiten und denen seiner Werkstatt ist schwer zu ziehen.

## Leben
Geburtsort und Geburtsjahr von Isenbrant sind nicht bekannt, am 29. November 1510 wird der als „Fremder“ bezeichnete Isenbrant als Freimeister der Brügger Zunft der Tafelmaler bei. Der Maler ist zunächst mit Maria Granden aus Brügge verheiratet, die 1537 stirbt. Zu diesem Zeitpunkt werden Vormünder für eine uneheliche Tochter des Malers mit der Brügger Wirtin Katelijne van Brandenburch bestellt, die auch als Geliebte des Malers Ambrosius Benson aktenkundig ist. Der Witwer ehelicht vor 1543 Clementine De Haerne, drei gemeinsame Kinder sind 1551, als Isenbrant stirbt, noch minderjährig. Von der Stadt bestellte Vormünder sorgen treuhänderisch dafür, dass sie das väterliche Erbe – darunter vier innerhalb der Stadtmauern gelegene Häuser – antreten.
Die Brügger Memorialliste der Brügger Maler bedenkt ihn – wie zuvor Hans Memling und Gerard David – mit dem Ehrentitel „meester“. In der Zunft nahm er verschiedentlich offizielle Ämter in, darunter zwischen 1516 und 1548 fungiert er neunmal als 'vinder' (Inspektor), sowie zweimal als Schatzmeister. Ein einziger Lehrling – Cornelis van Gallenberge – trat 1520 in die Isenbrant Werkstatt ein.
Obwohl manche der heute unter der Zuschreibung „Isenbrant“ geführten Werke aufgrund ihrer Qualität als Produkte von Nachahmern und Kopisten anzusehen sind, stammt der Kern der vornehmlich aus populären Andachtsbildern und Porträts bestehenden Werkgruppe zweifellos aus einer dauerhaft in Brügge ansässigen und mit mehreren Künstlern kooperierenden Werkstatt, die regelmäßig populäre Bilderfindungen älterer Meister – vor allem denen von Gerard David – wiederholt und sich auch an der zeitgenössischen Druckgrafik Albrecht Dürers orientiert. Seinen Gemälden ist ein charakteristisch-warmes Kolorit eigen, dass sich von der kühleren Farbgebung der David-Werkstatt absetzt und deren sfumato zu übertreffen sucht. Weniger charakteristisch sind die Hintergrundlandschaften der an Isenbrant zugeschriebenen Gemälde, die wohl von unterschiedlichen Mitarbeitern beigesteuert wurden und die auf unmittelbare Kontakte mit der Antwerpen Landschaftsmalerei um Joachim Patinier deuten. Gemeinsam mit Lancelot Blondeel, mit dem zusammen er 1521 an der Gestaltung der Festdekorationen anlässlich des Einzugs Kaiser Karls V. in Brügge zusammenarbeitete, ist Isenbrant für die Verbreitung von Renaissanceformen in Ornamentik und Dekorationselementen der Brügge Tafelmalerei des 16. Jahrhunderts von großem Einfluss.

## Werke (Auswahl)

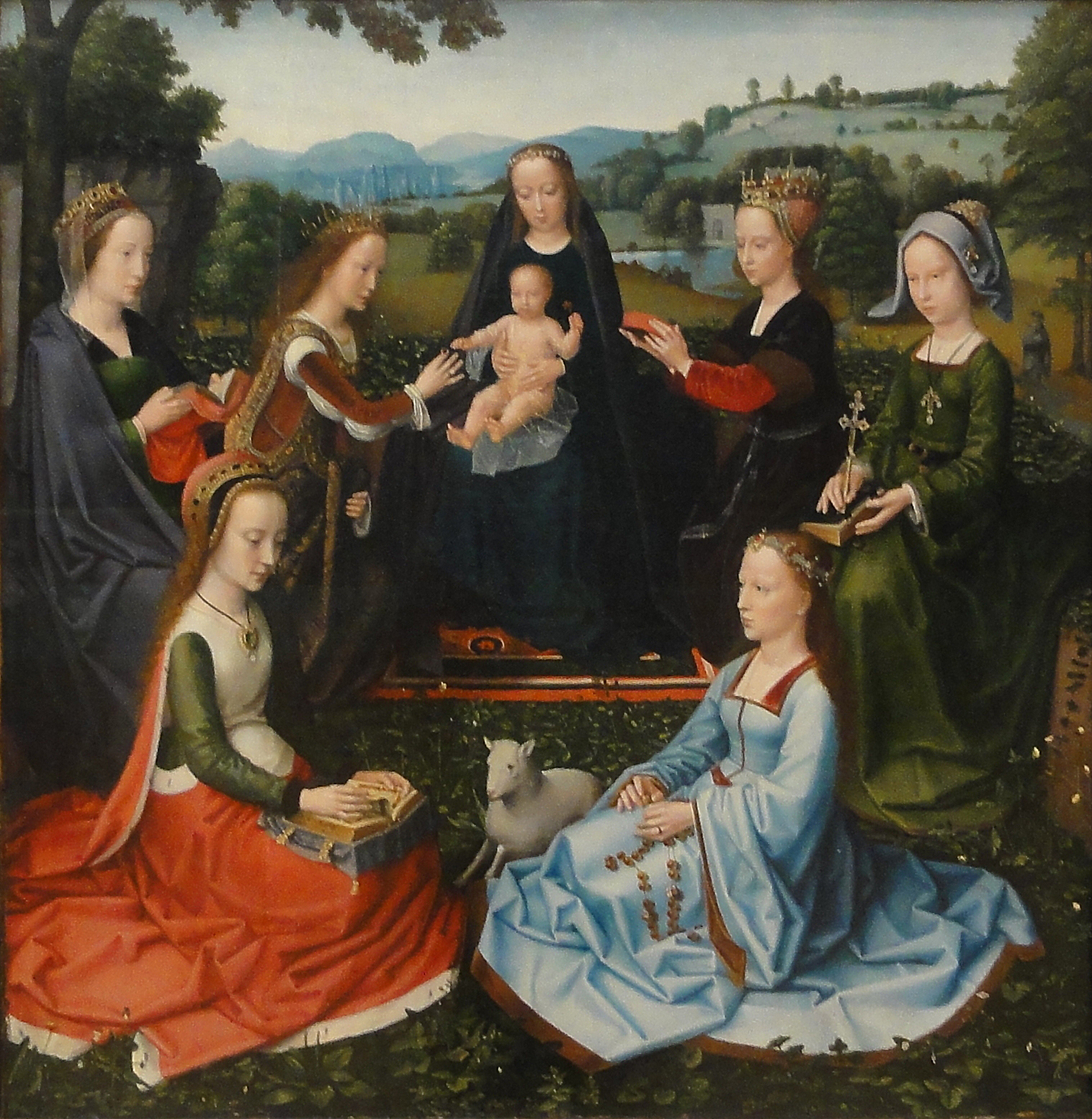
Madonna mit weiblichen Heiligen

- Antonius-Altar. (um 1510–1515) in der Nikolaikirche (Tallinn), dort vor Ort ergänzt von Michel Sittow
- Triptychon der Darbringung im Tempel. (1510–1518 ?), St. Salvator, Brügge
- Porträt eines Goldwägers (um 1515–1520), Metropolitan Museum of Art, New York
- Porträt des Paulus de Nigro (1518), Groeningemuseum Brügge
- Triptychon der Anbetung der Könige. (1518), ehemals in der Lübecker Marienkirche, dort beim Luftangriff auf Lübeck am 29. März 1942 zerstört
- Diptychon der Madonna der sieben Schmerzen. (1521): rechter Flügel in der Liebfrauenkirche (Brügge), linker Stifterflügel im Musée Royaux des Beaux-Arts de Belgique, Brüssel.
- Geburt Christi (um 1520–1540), National Gallery of Art, Washington DC
- Triptychon mit Szenen des Marienlebens, (nach 1521), Metropolitan Museum of Art, New York
- Maria mit Kind (Ruhe auf der Flucht), um 1520/25, Alte Pinakothek, München
- Sieben Schmerzen Mariens (1530), Brügge, Groeningemuseum
- Madonna mit weiblichen Heiligen, frühes 16. Jahrhundert, Alte Pinakothek, München[9]